# Chelonus longipalpis
Chelonus longipalpis är en stekelart som beskrevs av Mccomb 1968. Chelonus longipalpis ingår i släktet Chelonus och familjen bracksteklar. Inga underarter finns listade i Catalogue of Life.